# Saladamm och Åby
Saladamm och Åby, är en av SCB avgränsad och namnsatt småort i Sala kommun. Den omfattar bebyggelsen i byarna Saladamm och Åby belägna strax nordost om Sala i Sala socken och genomkorsades förr av Sala-Gysinge-Gävle järnväg. 
Namnet Saladamm kommer sig av att en stor vattenkraftsdamm för Sala silvergruva, skapad genom uppdämning av Sagån, under flera hundra år upptog dagens åkermark söder om samhället.
1900 anlades en station vid Sala-Gysinge-Gävle järnväg här. Som namn föreslogs först Åby och Ösby men de godkändes inte av Väg- och vattenbyggnadsstyrelsen och stationen fick i stället namnet Saladamm. Stationsföreståndaren fungerade även som postmästare och postexpeditionen var inrymd i stationshuset. Här fans frilastspår för 28 järnvägsvagnar och lastkajer för 15 vagnar. Dessutom två privata magasin och ett godsmagasin som tillhörde järnvägen. Omkring 1937 reducerades stationen till hållplats, och 1964 lades järnvägen ned.

## Fotnoter
1. 1 2  Statistiska småorter 2023, befolkning, landareal, befolkningstäthet per småort, SCB, 28 november 2024, läs online.[källa från Wikidata]
2. ↑  Småorternas landareal, folkmängd och invånare per km² 2005 och 2010, korrigerad 2012-10-15, SCB, 15 oktober 2012, läs online, läst: 9 juli 2016.[källa från Wikidata]
3. ↑  Kodnyckel för SCB:s statistiska tätorter och småorter - Koppling mellan gammalt och nytt kodsystem, SCB, 11 november 2021, läs online.[källa från Wikidata]
4. ↑  Nilson, Olle (2011). Sala-Gävle tur och retur  : Sala-Gysinge-Gävle järnväg, Enköping-Heby-Runhällens järnväg. Runhällen: Olof Nilson klippt & sagt. Libris 12305252. ISBN 978-91-633-9042-5